# Naajaat
Naajaat (antiguamente Naujât) es un asentamiento en la municipalidad de Qaasuitsup, en el noroeste de Groenlandia. Su población de enero de 2005 era de 63 habitantes [cita requerida]. Se localiza en 73°8′30.8″N 55°48′28.5″O / 73.141889, -55.807917.

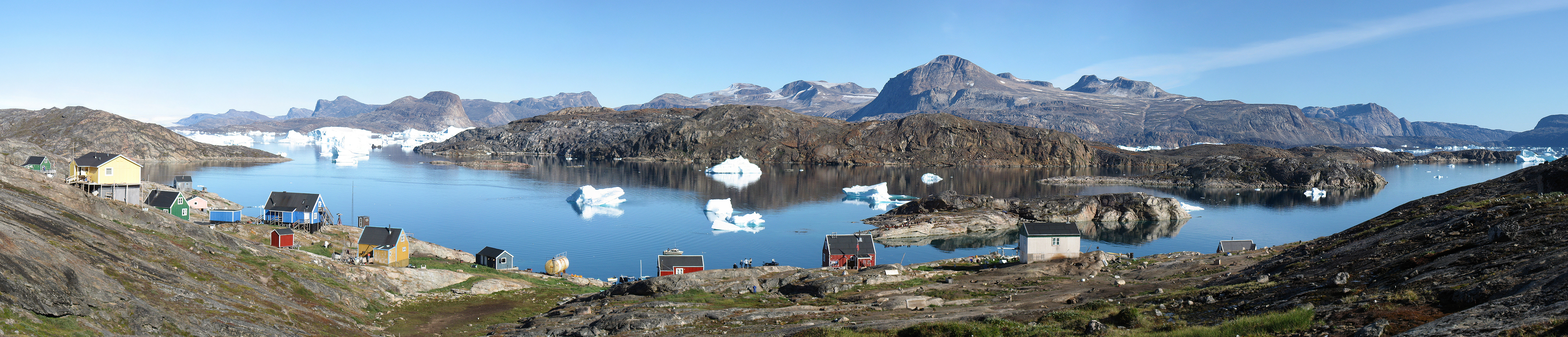
Panorama de Naajaat. El edificio azul de la izquierda se usa como escuela, iglesia y salón de eventos sociales.